# Gmina Łapsze Niżne
Łapsze Niżne je gmina v Malopolském vojvodství, okrese Nowy Targ.
Podle údajů z 30. června 2004 žilo v gmině 8 746 obyvatel.

## Geografie
Má rozlohu 124,79 km², z toho 54 % tvoří zemědělská půda a 35 % lesy. Zaujímá 8,46 % rozlohy okresu Nowy Targ.
Gminu tvoří obce Falsztyn, Frydman, Kacwin, Łapszanka, Łapsze Niżne, Łapsze Wyżne, Niedzica, Niedzica-Zamek a Trybsz.
Sousedí gminy jsou:
- Bukowina Tatrzańska,
- Czorsztyn
- Nowy Targ

Gmina hraničí také se Slovenskem.